# آمال المعلمي
آمال بنت يحيى المعلمي، سفيرة للمملكة العربية السعودية لدى كندا منذ 17 نوفمبر 2023، وكانت سابقًا سفيرةً للمملكة لدى النرويج من 20 أكتوبر 2020 إلى 17 نوفمبر 2023، وهي ثاني امرأة تتولى منصب سفيرة في تاريخ المملكة بعد ريما بنت بندر، وشغلت المعلمي سابقاً منصب مدير عام المنظمات والتعاون الدولي في هيئة حقوق الإنسان السعودية، وهي مساعدة الأمين العام لشؤون المرأة في مركز الملك عبدالعزيز للحوار الوطني، كما أنها مدربة معتمدة من الأكاديمية الدولية للتدريب والتنمية في كندا، ومدربة مدربين في منظمة اليونيسكو لبرنامج الحوار من أجل السلام، ومدربة مدربين في منظمة الكشافة العالمية لبرنامج رسل السلام، كما أنها حاصلة على زمالة مركز الدراسات الإسلامية بجامعة أوكسفورد في بريطانيا.

## مسيرتها المهنية
أمضت المعلمي أكثر من 20 عاماً في الحقل التربوي والتعليمي والتدريب والتنمية الاجتماعية، حيث عملت معلمة وموجهة في وزارة التعليم السعودية. وفي عام 2013، عينت المعلمي مدير الفرع النسوي في مركز الملك عبد العزيز للحوار الوطني، بجانب عضويتها في عدد من اللجان، من بينها اللجنة الاشرافية للانتخابات البلدية عام 2016، واللجنة الوطنية للحماية من المخدرات، وكذلك عملت مستشارةً للإعداد في التلفزيون السعودي الحكومي.

## أسرتها
تنتمي آمال لأسرة تنحدر من مدينة القنفذة، ووالدها الأديب السعودي يحى المعلمي، الذي عمل مساعداً لمدير الأمن العام السعودي وعضو مجمع اللغة العربية في القاهرة، كما أن شقيقها الأكبر عبدالله، عمل ممثلاً دائماً لبلاده في الأمم المتحدة.